# Omar Sharif

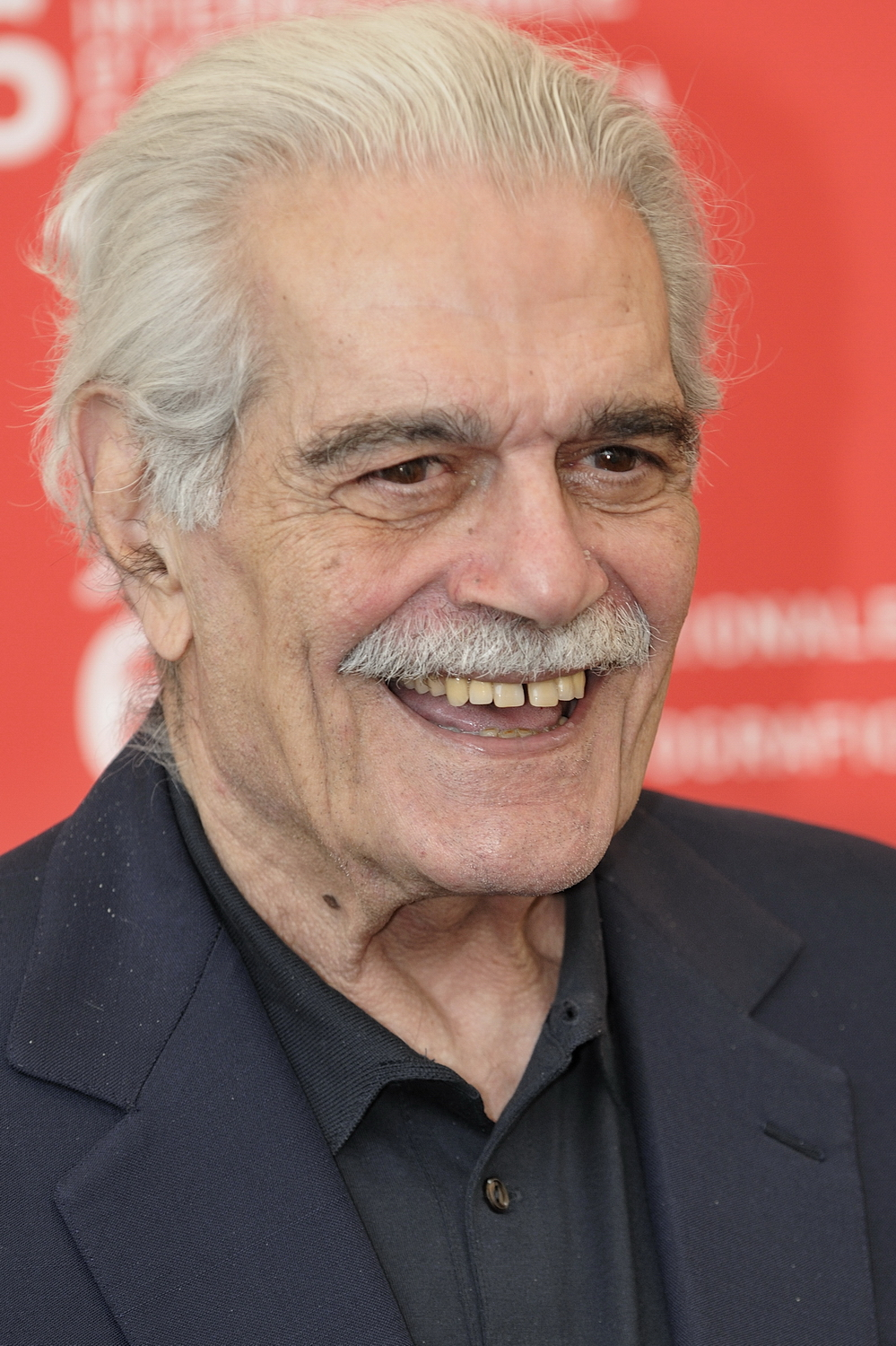
Omar Sharif bei den 66. Filmfestspielen von Venedig 2009

Omar Sharif, auch Omar El-Sharif (arabisch عمر الشريف, DMG ʿUmar aš-Šarīf), ursprünglich Michel Dimitri Chalhoub (* 10. April 1932 in Alexandria; † 10. Juli 2015 in Kairo), war ein ägyptischer Schauspieler aus einer libanesisch-syrischen Familie. Sharif war auch ein international bekannter Bridge-Spieler. Seine bekanntesten Rollen waren die des Doktor Schiwago im gleichnamigen Film von 1965 und die des Sherif Ali Ibn El Kharisch in Lawrence von Arabien von 1962, beide unter der Regie von David Lean.

## Leben
Omar Sharif wurde als Angehöriger der melkitischen griechisch-katholischen Minderheit in Ägypten geboren und war syrisch-libanesischer Herkunft. Zuhause redete man Französisch, in der Schule Englisch. Er studierte an der Universität Kairo Mathematik und Physik und arbeitete abends und nach der Universität zunächst in der väterlichen Holzhandlung im Stadtteil Al Manasra. Unter den Jugendlichen in der Umgebung des väterlichen Geschäftes galt er als strebsamer und vor allem pflichtbewusster eleganter junger Mann mit einem besonderen Interesse für die schönen Künste und die westliche Literatur. 1953 startete er seine Schauspielkarriere unter dem Namen Omar el Cherif mit einer Rolle in dem ägyptischen Film Tödliche Rache (Siraa Fil-Wadi) von Youssef Chahine.
Nach 1953 trat er, während er den Namen Omar El-Sharif annahm, vom Christentum zum Islam über, um 1955 die populäre ägyptische Schauspielerin Faten Hamama heiraten zu können, was seinen Bekanntheitsgrad in der arabischen Welt schlagartig erhöhte. Das Paar trennte sich 1966 und wurde 1974 einvernehmlich geschieden. Der Ehe entstammt ein Sohn namens Tarek.
Sharif trat bis in die frühen 1960er Jahre in zahlreichen ägyptischen Filmen auf und wurde 1962 auch international schlagartig bekannt, als ihm Regisseur David Lean in seinem Monumentalfilm Lawrence von Arabien eine wichtige Rolle gab. Er spielte die Rolle des Sherif Ali und wurde von Regisseur Lean in einer berühmten Szene in die Handlung eingeführt: Sherif reitet, vom Wüstenhorizont kommend, minutenlang der Kamera entgegen. Sharif spielte hier an der Seite von Peter O’Toole, Alec Guinness und Anthony Quinn und wurde mit dem Golden Globe Award als Bester Nachwuchsdarsteller und einer Oscar-Nominierung bedacht. Der Film machte Sharif zu einem gefragten Star und brachte ihm Rollen in internationalen Produktionen wie Der Untergang des Römischen Reiches (1964) oder Dschingis Khan (1965) ein.

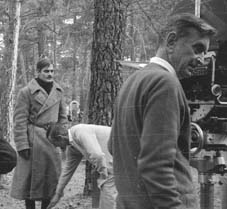
David Lean (rechts) und Sharif bei den Dreharbeiten zu Doktor Schiwago (1965)

Der Regisseur David Lean gab Sharif 1965 die begehrte Titelrolle in einem der aufwendigsten Filmprojekte der 1960er Jahre, dem Monumentalstreifen Doktor Schiwago, in dem Sharif als junger Arzt zu sehen ist, der sich vor dem Hintergrund der russischen Revolution in eine Krankenschwester (Julie Christie) verliebt. Der gigantische Erfolg dieses Filmklassikers (einer der größten Kassenhits des Jahrzehnts) etablierte Sharif als internationalen Top-Star und Frauenschwarm. Er galt als derart kassenträchtig, dass man ihn in dem Film Die Nacht der Generale (1967) trotz seines orientalischen Aussehens als deutschen Wehrmachtsoffizier besetzte (hier spielte er erneut an der Seite von Peter O’Toole). Ähnlich gewagt war seine Besetzung als Kronprinz Rudolf von Österreich-Ungarn ein Jahr später im Historienfilm Mayerling.
Zu einem großen Erfolg wurde das Musical Funny Girl (1968), in dem Sharif die zweite Hauptrolle neben Barbra Streisand spielte. Kurz nach dem Sechstagekrieg von 1967 sorgte die Leinwandromanze zwischen der Jüdin Streisand und dem ägyptischen Muslim Sharif nicht nur für Schlagzeilen. Sie machte ihn in Ägypten zur Persona non grata. Fast zehn Jahre lang konnte er sein Heimatland nicht mehr betreten. Mit Filmen wie Che! (1969, mit Sharif als Che Guevara) oder Mackenna’s Gold (1969) konnte Sharif bereits Ende der 1960er Jahre nicht mehr an seine früheren Erfolge anknüpfen und verlor schließlich seinen Status als kassenträchtiger Top-Star. In den 1970er Jahren wurden seine Rollen und Filme zunehmend unbedeutend. Sharif gab an, er habe viele zweitklassige Filmangebote annehmen müssen, weil er durch seine Spielleidenschaft hohe Wettschulden und große Geldprobleme hatte.
Ab den 1980er Jahren war Sharif vor allem in Fernsehserien, Nebenrollen, Billigproduktionen und ägyptischen Filmen zu sehen. Ein später Erfolg bei Kritik und Publikum gelang ihm 2003 mit der Hauptrolle in der Verfilmung von Éric-Emmanuel Schmitts Roman Monsieur Ibrahim und die Blumen des Koran. In späteren Jahren zeigte sich der Schauspieler unzufrieden darüber, dass er vom Publikum nahezu ausschließlich mit der Rolle des Doktor Schiwago identifiziert werde und seine anderen Rollen kaum Beachtung fänden: „Ich bin für alle Welt nur Dr. Schiwago!“
Während er als Schauspieler kaum noch profilierte Rollen fand, etablierte sich Omar Sharif als professioneller Bridge-Spieler und nahm mehrmals an Team-Olympiaden teil. 1987 wurde in den Vereinigten Staaten eine VHS-Kassette Play Bridge With Omar Sharif produziert, mit deren Hilfe man quasi interaktiv Bridge gegen Omar Sharif spielen konnte. In einem Interview mit der Süddeutschen Zeitung gab er im Dezember 2003 an, nicht mehr aktiv zu spielen.
Sharif beteiligte sich mit acht eigenen Pferden am Rennbahn-Sport und verbrachte nach eigenen Angaben zwei Abende pro Woche mit dieser Tätigkeit.
Am 19. Februar 2008 wurde bekannt, dass Sharif von einem kalifornischen Richter zu 318.000 US-Dollar (217.000 Euro) Schmerzensgeld verurteilt worden war. Er hatte 2005 in Beverly Hills in betrunkenem Zustand einen Parkplatzwächter aus Guatemala verprügelt, der darauf bestanden hatte, in Dollar entlohnt zu werden. Stattdessen wollte Sharif mit einem 20-Euro-Schein bezahlen. In derselben Meldung wurde daran erinnert, dass Sharif im August 2003 in Frankreich verurteilt worden war, weil er gegen Polizisten handgreiflich geworden war. Dort war er zu einem Monat auf Bewährung und einer Geldbuße von umgerechnet 1700 US-Dollar verurteilt worden.
Am 23. Mai 2015 erklärte Sharifs Sohn Tarek Sharif in einem Interview in der spanischen Zeitung El Mundo, dass sein Vater an der Alzheimer-Krankheit leide. Dies wurde von Sharifs Agenten gegenüber der Presseagentur AP am 25. Mai 2015 bestätigt. Omar Sharif starb am 10. Juli 2015 im Alter von 83 Jahren in Kairo an einem Herzinfarkt.

## Filmografie
- 1954: Tödliche Rache (Siraa Fil-Wadi)
- 1958: Goha
- 1962: Lawrence von Arabien (Lawrence of Arabia)
- 1963: Deine Zeit ist um (Behold a Pale Horse)
- 1964: Der Untergang des Römischen Reiches (The Fall of the Roman Empire)
- 1964: Der gelbe Rolls-Royce (The Yellow Rolls-Royce)
- 1965: Im Reich des Kublai Khan (La fabuleuse aventure de Marco Polo)
- 1965: Doktor Schiwago (Doctor Zhivago)
- 1965: Dschingis Khan (Genghis Khan)
- 1966: Die Nacht der Generale (The Night of the Generals)
- 1966: Mohn ist auch eine Blume (The Poppy Is Also a Flower)
- 1967: Schöne Isabella (C’era una volta …)
- 1968: Funny Girl
- 1968: Mayerling
- 1969: Mackenna’s Gold
- 1969: Ein Hauch von Sinnlichkeit (The Appointment)
- 1969: Che!
- 1971: Das vergessene Tal (The Last Valley)
- 1971: Die Steppenreiter (The Horsemen)
- 1971: Der Coup (Le Casse)
- 1973: Die geheimnisvolle Insel (Fernsehserie, 6 Episoden)
- 1973: Herrscher einer versunkenen Welt (L’isola misteriosa e il capitan Nemo)
- 1974: 18 Stunden bis zur Ewigkeit (Juggernaut)
- 1974: Die Frucht des Tropenbaumes (The Tamarind Seed)
- 1975: Frankensteins Spukschloß
- 1975: Funny Lady
- 1976: Inspektor Clouseau, der „beste“ Mann bei Interpol (The Pink Panther Strikes Again)
- 1978: Ashanti
- 1979: Blutspur (Bloodline)
- 1980: Ein Himmelhund von einem Schnüffler (Oh Heavenly Dog)
- 1980: Der Mann aus Baltimore (The Baltimore Bullet)
- 1980: S*H*E (Superharter Engel)[11]
- 1981: Das Condor-Komplott (Green Ice)
- 1984: Top Secret!
- 1984: Palast der Winde (The Far Pavilions)
- 1986: Anastasia: The Mystery of Anna (Fernsehfilm)
- 1986: Rebell der Wüste (Harem)
- 1986: Peter der Große (Peter the Great, Fernsehserie)
- 1988: Die Dämonen (Les Possédés)
- 1989: Das Gesetz der Wüste (Lion of the Desert)
- 1990: The Rainbow Thief
- 1991: Mayrig 1
- 1992: Mayrig 2 – 588 rue Paradis
- 1992: Beyond Justice
- 1994: Ken Folletts Roter Adler (Red Eagle)
- 1995: Katharina die Große (Catherine the Great, Fernsehfilm)
- 1996: Gullivers Reisen (Gulliver’s Travels)
- 1999: Der 13te Krieger (The 13th Warrior)
- 2001: Das B-Team: Beschränkt und auf Bewährung (The Parole Officer)
- 2003: Monsieur Ibrahim und die Blumen des Koran (Monsieur Ibrahim et les fleurs du Coran)
- 2004: Hidalgo – 3000 Meilen zum Ruhm (Hidalgo)
- 2005: Petrus – Die wahre Geschichte (San Pietro)
- 2006: Die Zehn Gebote (The Ten Commandments)
- 2006: Kronprinz Rudolf
- 2006: Eine Nacht mit dem König (One Night with the King)
- 2008: Hassan und Markus
- 2008: 10.000 B.C. (10,000 BC, Stimme des Erzählers)
- 2009: Scriptum – Der letzte Tempelritter (The Last Templar)
- 2009: J’ai oublié de te dire
- 2009: Al Mosafer
- 2013: Rock the Casbah

## Auszeichnungen
- 1963: zwei Golden Globe Awards für Lawrence von Arabien (Kategorien: Bester Nebendarsteller und Bester Nachwuchsdarsteller)
- 1963: Oscar-Nominierung für Lawrence von Arabien (Bester Nebendarsteller)
- 1966: Golden Globe Award für Doktor Schiwago (Bester Hauptdarsteller – Drama)
- 1969: Bambi
- 2004: César für Monsieur Ibrahim et les fleurs du Coran (Bester Hauptdarsteller)
- 2004: Internationale Filmfestspiele von Venedig – Publikumspreis für Monsieur Ibrahim und die Blumen des Koran (Bester Darsteller)
- 2008: Actor’s Mission Award des Art Film Festivals
- 2013: Wiener Filmpreis (Lebenswerk)